# 26 februari
26 februari är den 57:e dagen på året i den gregorianska kalendern. Det återstår 308 dagar av året (309 under skottår).

## Namnsdagar

### I den svenska almanackan
- Nuvarande – Torgny och Torkel
- Föregående i bokstavsordning
  - Nestor – Namnet fanns, till minne av en biskop, martyr och helgon från Mindre Asien på 200-talet, på dagens datum fram till 1901 då det utgick.
  - Torgny – Namnet infördes på dagens datum 1901 och har funnits där sedan dess.
  - Torkel – Namnet infördes 1901 på 26 november. 1993 flyttades det till dagens datum, där det har funnits sedan dess.
  - Torvald – Namnet infördes på dagens datum 1986, men flyttades 1993 till 17 juni, där det har funnits sedan dess.
- Föregående i kronologisk ordning
  - Före 1901 – Nestor
  - 1901–1985 – Torgny
  - 1986–1992 – Torgny och Torvald
  - 1993–2000 – Torgny och Torkel
  - Från 2001 – Torgny och Torkel
- Källor
  - Brylla, Eva (red.): Namnlängdsboken, Norstedts ordbok, Stockholm, 2000. ISBN 91-7227-204-X
  - af Klintberg, Bengt: Namnen i almanackan, Norstedts ordbok, Stockholm, 2001. ISBN 91-7227-292-9
- När skottdagen låg den 24 februari (fram till 1996) försköts de namn, som låg på 25 februari, till dagens datum och dagens namn till den 27 februari under skottår.

### Finlandssvenska almanackan
- Nuvarande från 2000[1] – Ingvar, Ingvald
- I föregående revideringar[a][2]
  - 1929–1949 – Nestor (Skottår: Signild)
  - 1950–1972 – Ingvar (Skottår: Signild)
  - 1973–1994 – Ingvar (Skottår: Signhild)
  - 1995–1999 – Ingvar, Ingvald (Skottår: Jessika)

## Händelser
- 1266 – Den neapolitanske kungen Karl I:s trupper besegrar den sicilianske kungen Manfreds styrkor i slaget vid Benevento. Då Manfred stupar i slaget kan Karl sedan utan problem erövra kungariket Sicilien.
- 1577 – Den förre svenske kungen Erik XIV, som sedan sin avsättning 1568 har hållits i fängsligt förvar på olika borgar i Sverige och senast på Örbyhus slott, avlider efter svåra magplågor. Enligt traditionen ska han på sin halvbror Johan III:s order ha blivit förgiftad genom att bli serverad ärtsoppa med arsenik. Genom dödsfallet är kung Johan i alla fall av med hotet att hans bror ska bli fritagen och återta kronan.
- 1658 – Sverige och Danmark sluter freden i Roskilde,[3] vilket avslutar Karl X Gustavs första danska krig. Det blir för Danmarks del en av de hårdaste frederna någonsin, då landet tvingas avträda Skåne, Blekinge, Bohuslän och Halland samt Bornholm och Trondheims län och det svenska stormaktsväldet står därmed på sin höjdpunkt. Redan samma sommar utbryter dock ett nytt svensk-danskt krig, vilket 1660 leder till att Sverige tvingas återlämna Bornholm och Trondheims län till Danmark.
- 1719 – Den svenske kungen Karl XII, som stupade i Halden i Norge året före, begravs i Riddarholmskyrkan, sedan han har legat på lit de parade på Karlbergs slott i en månad.
- 1797 – Den brittiska riksbanken Bank of England utger de första ett- och tvåpundssedlarna, vilka blir de lägsta sedelvalörerna för det brittiska pundet (pundsedlar har utgivits sedan slutet av 1600-talet, men endast för högre valörer). Dessa avskaffas 1988 och sedan dess finns ett och två pund endast som mynt.
- 1815 – Napoleon I lyckas fly från den lilla medelhavsön Elba, som han blivit landsförvisad till efter att han blivit avsatt som fransk kejsare året innan. Han landstiger två dagar senare på Frankrikes sydkust, och i slutet av första kvartalet är han i Paris och utropar sig på nytt till kejsare.
- 1935
  - Hitler beordrar Hermann Göring att återskapa det tyska flygvapnet i strid med Versaillesfredens bestämmelser som förbjuder Tyskland att ha ett flygvapen. Det kommer dock inga protester eller sanktioner från vare sig Storbritannien, Frankrike eller Nationernas förbund.
  - Den skotske fysikern Robert Watson-Watt presenterar en uppfinning där elektromagnetiska vågor reflekteras från fasta föremål och åstadkommer ett eko, som kan visas på en bildskärm – vilken sedermera får namnet radar.
- 1952 – Den brittiske premiärministern Winston Churchill tillkännager att Storbritannien nu har en atombomb.
- 1991 – Emiratet Kuwait blir befriat från den irakiska ockupationen av amerikanska styrkor och Kuwaitkriget, som har varat sedan 2 augusti året före, avslutas två dagar senare.
- 1993 – En bomb exploderar i garaget under World Trade Center i New York och skapar ett 30 meter stort hål genom fyra våningar i byggnaden, varvid sex personer dödas och över tusen skadas.
- 2006 – Sverige besegrar Finland med 3–2 i finalen i ishockeyturneringen för herrar vid OS i Turin.
- 2011 – FN:s säkerhetsråds resolution 1970, som fördömer bruket av dödligt våld mot protesterande civilpersoner i Libyen, antas.

## Födda
- 1361 – Wenzel IV, markgreve av Brandenburg 1373–1378, kung av Tyskland 1376–1400 och kung av Böhmen 1378–1419
- 1418 – Kristofer av Bayern, kung av Danmark 1440–1448, av Sverige 1441–1448 och av Norge 1442–1448
- 1715 – Claude Adrien Helvétius, fransk filosof
- 1729 – Anders Chydenius, svensk präst, politiker och klassisk liberal filosof
- 1771 – Thomas Morris, amerikansk federalistisk politiker, kongressledamot 1801–1803
- 1802 – Victor Hugo, fransk författare, dramatiker och diktare
- 1808 – Honoré Daumier, fransk målare, illustratör och skulptör
- 1811 – Philip Wodehouse, brittisk politiker
- 1824 – Carl Vilhelm Trenckner, dansk orientalist
- 1829 – Levi Strauss, tysk-amerikansk skräddare, uppfinnaren av jeansen
- 1842 – Camille Flammarion, fransk astronom
- 1846 – William Cody, amerikansk trapper, militär och teaterman med artistnamnet Buffalo Bill
- 1857
  - Émile Coué, fransk apotekare och psykolog
  - Edwin S. Johnson, amerikansk demokratisk politiker, senator för South Dakota 1915–1921
- 1861 – Ferdinand, furste av Bulgarien 1887–1908 och tsar av Bulgarien 1908–1918
- 1869 – Nadezjda Krupskaja, rysk politiker, hustru till Vladimir Lenin
- 1876 – Victoria Strandin, svensk ballerina och premiärdansös
- 1880 – Karin Smirnoff, finlandssvensk författare och dramatiker, dotter till August Strindberg
- 1894 – Wilhelm Bittrich, tysk general och SS-Obergruppenführer
- 1896 – G.S. Pathak, indisk domare och politiker, Indiens vicepresident 1969–1974
- 1903 – Giulio Natta, italiensk kemist, mottagare av Nobelpriset i kemi 1963
- 1906 – Madeleine Carroll, brittisk skådespelare
- 1908 – Tex Avery, amerikansk animatör, filmregissör, skådespelare och manusförfattare
- 1909
  - Ralph Berzsenyi, ungersk sportskytt
  - Talal, kung av Jordanien 1951–1952
- 1910 – Nils Gustafsson, svensk kyrkoherde och skådespelare
- 1914
  - Robert Alda, amerikansk skådespelare
  - William Stratton, amerikansk republikansk politiker, guvernör i Illinois 1953–1961
- 1916 – Jackie Gleason, amerikansk skådespelare, skrivare, kompositör och komiker
- 1917 – Robert Taft Jr., amerikansk republikansk politiker, senator för Ohio 1971–1976
- 1918
  - Otis R. Bowen, amerikansk republikansk politiker
  - Theodore Sturgeon, amerikansk science fiction-författare
- 1920
  - Hilmar Baunsgaard, dansk politiker, Danmarks statsminister 1968–1971
  - Lennart Palme, svensk manusförfattare och reklamkonsult
  - Tony Randall, amerikansk skådespelare
- 1921 – Betty Hutton, amerikansk skådespelare, sångare och komiker
- 1928
  - Fats Domino, amerikansk rock'n'roll- och bluesmusiker
  - Ariel Sharon, israelisk politiker och militär, Israels premiärminister 2001–2006
- 1930 – Lazar Berman, rysk pianist
- 1931 – Robert Novak, amerikansk kolumnist, journalist och politisk kommentator
- 1932 – Johnny Cash, amerikansk countrysångare, låtskrivare och musiker
- 1943 – Johnny Höglin, svensk skridskoåkare, OS-guld 1968
- 1945 – Mitch Ryder, amerikansk sångare
- 1946 – Ahmed Zewail, egyptisk-amerikansk fysikalisk kemist, mottagare av Nobelpriset i kemi 1999
- 1947 – Sandie Shaw, brittisk popsångare
- 1948 – Örjan Ramberg, svensk skådespelare
- 1949
  - Lynda Clark, brittisk parlamentsledamot för Labour 1997–2005
  - Elizabeth George, amerikansk författare
- 1950 – Helen Clark, nyzeeländsk politiker, Nya Zeelands premiärminister 1999–2008
- 1952 – Chris Torch, svensk teaterman
- 1953 – Michael Bolton, amerikansk sångare och låtskrivare
- 1954
  - Ernst August, prins av Hannover
  - Stina Ekblad, finlandssvensk skådespelare
  - Recep Tayyip Erdoğan, turkisk politiker, Turkiets premiärminister 2003–2014, president 2014–
- 1956 – Milan Babić, serbisk politiker och krigsförbrytare
- 1958 – Michel Houellebecq, fransk författare
- 1961
  - Monika Fagerholm, finlandssvensk författare
  - Rickard Günther, svensk regissör
  - Souleyman Sané, senegalesisk fotbollsspelare
- 1966 – Ebbot Lundberg, svensk sångare, låtskrivare och producent
- 1970 – Linda Lampenius, finsk violinist, internationellt med artistnamnet Linda Brava
- 1971
  - Erykah Badu, amerikansk sångare
  - Max Martin, svensk musikproducent och kompositör
- 1974 – Sébastien Loeb, fransk rallyförare
- 1975 – Per-Johan ”Pebben” Axelsson, svensk ishockeyspelare, OS-guld 2006
- 1976 – Ky-Mani Marley, jamaicansk musiker och skådespelare
- 1978 – Kate Hooper, australisk vattenpolospelare
- 1979 – Paul Haukka, svensk tv- och radioprogramledare
- 1982 – Nate Ruess, amerikansk sångare och låtskrivare
- 1983 – Pepe, portugisisk fotbollsspelare
- 1984 – Emmanuel Adebayor, togolesisk fotbollsspelare
- 1986
  - Teresa Palmer, australisk skådespelare
  - Juliet Simms, amerikansk sångare, gitarrist och låtskrivare i gruppen Automatic Loveletter
  - Sophie Smith, australisk vattenpolospelare
- 1989 – Gabriel Obertan, fransk fotbollsspelare
- 1991 – CL, sydkoreansk sångerska och rappare
- 1992 – Mikael Granlund, finländsk ishockeyspelare
- 1993 – Taylor Dooley, amerikansk skådespelare
- 1999 – Elvira Öberg, svensk skidskytt

## Avlidna
- 1266 – Manfred, 33, kung av Sicilien sedan 1258 (stupad i slaget vid Benevento)
- 1275 – Margareta av England, 34, Skottlands drottning sedan 1251 (gift med Alexander III)
- 1577 – Erik XIV, 43, kung av Sverige 1560–1568 (mördad)
- 1726 – Maximilian II Emanuel, 63, kurfurste av Bayern sedan 1676, ståthållare i Spanska Nederländerna 1692–1706
- 1739 – Göran Josuæ Adelcrantz, 70, svensk arkitekt
- 1770 – Giuseppe Tartini, 77, italiensk kompositör
- 1814 – Johan Tobias Sergel, 73, svensk tecknare och skulptör
- 1889 – Wilhelm Erik Svedelius, 72, svensk historiker, ledamot av Svenska Akademien sedan 1864
- 1900 – Elof Tegnér, 55, svensk biblioteksman och historiker
- 1903 – Richard Gatling, 84, amerikansk uppfinnare och vapenkonstruktör
- 1923 – George Clement Perkins, 83, amerikansk republikansk politiker guvernör i Kalifornien 1880–1883 och senator för samma delstat 1893–1915
- 1925 – James E. Martine, 74, amerikansk demokratisk politiker, senator för New Jersey 1911–1917
- 1930 – Rafael Merry del Val y Zulueta, 64, spansk kardinal och teolog
- 1931 – Otto Wallach, 83, tysk kemist, mottagare av Nobelpriset i kemi 1910
- 1933 – Thomas Watt Gregory, 71, amerikansk demokratisk politiker, USA:s justitieminister 1914–1919
- 1940 – Michael Hainisch, 81, österrikisk politiker, förbundspresident 1920–1928
- 1943 – Theodor Eicke, 50, tysk SS-officer (stupad)
- 1945 – Bror Olsson, 85, svensk skådespelare och teaterledare
- 1961 – Mohammed V, 51, sultan av Marocko 1927–1953 och kung av Marocko sedan 1955
- 1966 – Gino Severini, 82, italiensk målare inom futurismen
- 1969
  - Levi Eshkol, 73, israelisk politiker, Israels premiärminister sedan 1963
  - Karl Jaspers, 86, tysk psykiater och filosof
- 1971
  - Fernand Contandin, 67, fransk skådespelare, komiker och sångare med artistnamnet Fernandel
  - Otto Malmberg, 87, svensk skådespelare
  - The Svedberg, 86, svensk kemist och professor, mottagare av Nobelpriset i kemi 1926
- 1984 – Gösta Nordin, 71, svensk travtränare och travkusk
- 1988 – Harald Emanuelsson, 69, svensk skådespelare
- 1989 – Roy Eldridge, 77, amerikansk jazzmusiker
- 1994 – Bill Hicks, 32, amerikansk ståuppkomiker
- 1997
  - David Doyle, 67, amerikansk skådespelare
  - Ove Kant, 67, svensk filmare, regissör, manusförfattare och skådespelare
- 2002 – Lawrence Tierney, 82, amerikansk skådespelare
- 2004
  - Shankarrao Chavan, 83, indisk politiker
  - Adolf Ehrnrooth, 99, finländsk general och kommendör
  - Boris Trajkovski, 47, makedonisk politiker, Makdeoniens president sedan 1999 (flygolycka)
- 2009 – Ruth Drexel, 78, tysk skådespelare
- 2011
  - Arnošt Lustig, 84, tjeckisk författare
  - James A. McClure, 86, amerikansk politiker, senator för Idaho 1973–1991
- 2012 – Richard Carpenter, 82, brittisk manusförfattare
- 2013 – Marie-Claire Alain, 86, fransk organist
- 2014 – Dezső Novák, 75, ungersk fotbollsspelare
- 2015
  - Per Olof Hulth, 71, svensk astrofysiker
  - Måns Westfelt, 86, svensk skådespelare
- 2023 – Bob Richards, 97, amerikansk friidrottare (stavhoppare)
- 2024 – Giuseppe D'Altrui, 89, italiensk vattenpolospelare

## Svenska kalendern
I den svenska kalendern fanns inte 18–28 februari år 1753.